# Dialecto de Harbin
El dialecto de Harbin (chino simplificado: 哈尔滨 话, chino tradicional: 哈爾濱 話, pinyin: hāěrbīn huà) es una variedad de chino mandarín hablado en y alrededor de la ciudad de Harbin, la capital de la provincia china de Heilongjiang.

## Características
El dialecto de Harbin se encuentra fonológicamente cercano al mandarín estándar, pero el propio dialecto lleva consigo fuertes connotaciones culturales y regionales.

## Vocabulario
El vocabulario del dialecto de Harbin es diferente del mandarín estándar por dos razones. Una de las fuentes de las características léxicas distintas del dialecto Harbin es la influencia colonial rusa de la zona. El período colonial ruso comenzó en la década de 1900, que marcó el inicio de la afluencia de grandes cantidades de vocabulario ruso, especialmente neologismos creados en Europa y Rusia que nunca había existido en idioma mandarín. La segunda fuente de diferencia léxica, que es común a todos los dialectos del mandarín del Noreste, es la influencia de la herencia y ascendencia Manchuria de la zona. Para detalles exactos sobre los rasgos distintivos de la Northeastern mandarín, consulte mandarín del Noreste.